# Boom Boom (Heartbeat)
«Boom Boom (Heartbeat)», (en español: «Boom Boom Latido del corazón») es una canción del británico Ray Foxx con la cantante Rachel K Collier. Lanzada por la discográfica Island Records en 2013.
Posicionada número doce en la lista de sencillos en el Reino Unido, y número dos en la lista bailables de británicos, y número trece en la lista de sencillos de escoceses. 
Fue lanzada como el sencillo el 11 de abril de 2013. Se encuentra en formato descarga de música o CD, está en el CD3 de música compilada. El discjockey Ray Foxx aparece tocando la guitarra y la cantante Rachel Collier tocando el teclado en una versión acústica.
Tiene un vídeo dirigido por Tom Paton, con escenas grabadas en carreteras y playas de Ibiza, España.

## Lista
| N.º | Título                                                  | Duración |  |
| 1.  | «Boom Boom (Heartbeat)» (Ray Foxx con Rachel K Collier) | 3:25     |  |

## Posicionamiento
| Lista (2013)      | Número |
| ----------------- | ------ |
| Reino Unido       | 12     |
| Reino Unido Dance | 2      |
| Escocia           | 13     |
| Bélgica           | 7      |